# فت‌کش
فِت کَش، روستایی از توابع بخش یانه‌سر شهرستان بهشهر در استان مازندران در ایران است.

## جمعیت
این روستا در دهستان عشرستاق قرار دارد و براساس سرشماری مرکز آمار ایران در سال ۱۳۸۵، جمعیت آن ۷۴ نفر (۲۷خانوار) بوده‌است. مردم فت کش از قومیت طبری هستند. مردم فت کش به زبان طبری (مازندرانی) سخن می‌گویند.